# Modelo thurstoniano
Un modelo thurstoniano es un modelo de transitividad estocástica con variables latentes para describir el mapeo de alguna escala continua en categorías de respuesta discretas, posiblemente ordenadas. En el modelo, cada una de estas categorías de respuesta corresponde a una variable latente cuyo valor se extrae de una distribución normal, independientemente de las demás variables de respuesta y con varianza constante. Sin embargo, los desarrollos en las últimas dos décadas han llevado a modelos thurstonianos que permiten una varianza desigual y términos de covarianza distintos de cero. Los modelos thurstonianos se han utilizado como una alternativa a los modelos lineales generalizados en el análisis de tareas de discriminación sensorial. También se han utilizado para modelar la memoria a largo plazo en la clasificación de tareas de alternativas ordenadas, como el orden de las enmiendas a la Constitución de Estados Unidos. Su principal ventaja sobre otras tareas de clasificación de modelos es que dan cuenta de la no independencia de las alternativas.
Ennis proporciona una descripción completa de la derivación de modelos thurstonianos para una amplia variedad de tareas de comportamiento, incluida la elección preferencial, calificaciones, tríadas, tétradas, par dual, igual-diferente y grado de diferencia, rangos, primera y última elección y puntuación de aplicabilidad.      

## Definición
Considere un conjunto de m opciones para ser clasificadas por n jueces independientes. Esta clasificación se puede representar mediante el vector de ordenación rn = (rn1, rn2,...,rnm).
Se supone que las clasificaciones se derivan de las variables latentes de valor real zij, que representan la evaluación de la opción j por el juez i. Las clasificaciones ri se derivan determinísticamente de zi tal que zi(ri1) < zi(ri2) < ... < zi(rim).
Se supone que z i se deriva de un valor de verdad del suelo subyacente μ para cada opción. En el caso más general, son multivariantes normales:
{\displaystyle \mathbf {z} _{j}\ \sim \ {\mathcal {N}}(\mathbf {\mu } _{j},\mathbf {\Sigma } _{j})}
Una simplificación común es asumir una distribución gaussiana isotrópica, con un único parámetro de desviación estándar para cada juez:
{\displaystyle \mathbf {z} _{j}\ \sim \ {\mathcal {N}}(\mathbf {\mu } _{j},\sigma _{i}^{2}\mathbf {I} ).}

## Inferencia
El enfoque basado en el muestreo de Gibbs para estimar los parámetros del modelo se debe a Yao y Bockenholt (1999).
- Paso 1: Dados β, Σ, y ri, muestra zi.

El zij debe tomarse como muestra de una distribución normal multivariante truncada para preservar su orden de clasificación. El muestreador de Gibbs normal multivariante truncado truncado de Hajivassiliou se puede utilizar para muestrear de manera eficiente.
- Paso 2: Dados Σ, zi, muestra β.

β se extrae de una distribución normal:
{\displaystyle \beta \ \sim \ {\mathcal {N}}(\beta ^{*},\Sigma ^{*}).}
donde β* y Σ* son las estimaciones actuales para las matrices de medias y covarianzas.
- Paso 3: Dados β, zi, muestra Σ.

Σ−1 se muestrea de un Wishart posterior, combinando un Wishart anterior con la probabilidad de los datos de las muestras εi =zi - β.

## Historia
Louis Leon Thurstone introdujo los modelos thurstonianos para describir la ley del juicio comparativo. Antes de 1999, los modelos thurstonianos rara vez se usaban para tareas de modelado que involucraban más de 4 opciones debido a la alta integración dimensional requerida para estimar los parámetros del modelo. En 1999, Yao y Bockenholt introdujeron su enfoque basado en el muestreo de Gibbs para estimar los parámetros del modelo.  Este comentario, sin embargo, sólo se aplica a la clasificación y los modelos thurstonianos con una gama mucho más amplia de aplicaciones se desarrollaron antes de 1999. Por ejemplo, un modelo thurstoniano multivariado para la elección preferencial con una estructura general de varianza-covarianza se analiza en el capítulo 6 de Ennis (2016) que se basó en artículos publicados en 1993 y 1994. Incluso antes, en 1988 se publicó una forma cerrada para un modelo multivariado de thurstoniano de similitud con matrices de covarianza arbitrarias, como se analiza en el capítulo 7 de Ennis (2016). Este modelo tiene numerosas aplicaciones y no se limita a un número particular de artículos o individuos.

## Aplicaciones a la discriminación sensorial
Los modelos de Thurston se han aplicado a una variedad de tareas de discriminación sensorial, incluida la discriminación auditiva, gustativa y olfativa, para estimar la distancia sensorial entre los estímulos que se extienden a lo largo de un continuo sensorial.
El enfoque de Thurston motivó la explicación de Frijter (1979) de la paradoja de Gridgeman, también conocida como la paradoja de los no discriminatorios discriminatorios: Las personas se desempeñan mejor en una tarea de elección forzada de tres alternativas cuando se les dice en avanzar a qué dimensión del estímulo atender. (Por ejemplo, las personas identifican mejor cuál de las tres bebidas es diferente de las otras dos cuando se les dice de antemano que la diferencia estará en el grado de dulzura). Este resultado se explica por las diferentes estrategias cognitivas: cuando la dimensión relevante es conocido de antemano, la gente puede estimar valores a lo largo de esa dimensión particular. Cuando la dimensión relevante no se conoce de antemano, deben basarse en una medida más general y multidimensional de la distancia sensorial.